# Братениця (річка)
Братени́ця — річка в Україні, в межах Золочівського, Богодухівського районів Харківської області та Охтирського району Сумської області. Ліва притока Ворскли (басейн Дніпра).

## Опис
Довжина 30 км. Площа водозбірного басейну 233 км². Похил річки 1,6 м/км. Річкова долина коритоподібна, завширшки до 2,5 км, завглибшки до 40 м. Річище звивисте, завширшки пересічно 2 м. Заплава в нижній течії місцями заболочена. Використовується на агропромислові потреби. Споруджено декілька ставків.

## Розташування
Річка бере початок у селі Шуби. Тече спочатку на захід, далі — на північний захід. Впадає до Ворскли між селами Олександрівкою та Лукашівкою.
На історичних картах відрізок річки від села Шуби до села Івано-Шийчине має назву балка Братениця (перша). Сучасні джерела вказують витік річки біля села Лютівка, однак, згідно історичних карт, там бере початок її притока Бротониця третя. 
На річці знаходиться Івано-Шийчинське водосховище.

## Населені пункти
Над річкою розташовані такі села, (від витоків до гирла): Шуби, Івано-Шийчине, Шевченкове, Дмитрівка, Лукашівка.

## Притоки

### Праві
- Балка Братениця (друга)
- Яр Датський - впадає у Братеницю у на північно-зсхідній околиці села Іваново-Шийчине
- Балка Бротониця (третя)
- Яр Чахів

### Ліві
- Яр Рубанів - впадає у Братеницю на східній околиці села Шуби
- Яр Клочков - тече з півдня на північ, впадає у Братеницю в селі Шуби
- Яр Прядин - тече з південного з південного сходу на північний захід, впадає у Братеницю на південно-східній околиці села Іваново-Шийчине
- Балка Шийчина - тече переважно на північний схід, впадає у Братеницю у селі Іваново-Шийчине
- Балка Шийчина - тече переважно на північний схід, впадає у Братеницю у на північно-західній околиці села Іваново-Шийчине